# شهرستان موزع
ناحیهٔ موزع (به عربی: مدیریة موزع) یک ناحیه در یمن است که در استان تعز واقع شده‌است.
ناحیهٔ موزع ۱۱۹٬۸۱۸ نفر جمعیت دارد.